# Augustiner-Chorherrenstift St. Pölten
Das Stift St. Pölten ist ein ehemaliges Kloster in St. Pölten in Niederösterreich. Es wurde um das Jahr 800 gegründet und war das älteste Kloster im Bereich des heutigen Niederösterreichs. Kaiser Joseph II. löste das Stift 1784 auf. Das Gebäude ist seit 1785 Sitz der in diesem Jahr gegründeten römisch-katholischen Diözese St. Pölten.

## Geschichte

### Gründung
Das exakte Gründungsjahr des Hippolytklosters liegt bis heute im Dunkeln. Erstmals urkundlich erwähnt wird das Stift an der Traisen im Jahr 976. Das Kloster hat aber mit großer Wahrscheinlichkeit bereits einige Zeit davor bestanden. Obwohl schriftliche Quellen dazu fehlen, wird eine Gründung um das Jahr 800 (jedenfalls nach 791) aufgrund folgender Ereignisse allgemein angenommen.
Das Gebiet des heutigen Niederösterreichs befand sich im 8. Jahrhundert zwischen dem Karolingerreich im Westen und dem byzantinischen Reich im Osten Europas. Herrscher über dieses Gebiet waren im 8. Jahrhundert die Awaren. Der Karolinger Karl der Große drängte die Awaren von Westen kommend ab 791 im sog. „Awarenfeldzug“ weiter nach Osten zurück. Damit wurde der heutige niederösterreichische Zentralraum Teil des Frankenreiches Karls, das christlich geprägt war. Die dazugewonnenen Gebiete wurden an Mitstreiter der Franken verteilt – zu ihnen zählten Adelige und auch Klöster. So gelangte das Benediktinerstift Tegernsee im fränkischen Bayern, das zu Geldabgaben und Kriegsdienst verpflichtet war, zu Besitzungen in der Region des heutigen St. Pöltens.
Tegernsee war der Überlieferung nach in der zweiten Hälfte des 8. Jahrhunderts vom adeligen Brüderpaar Adalbert und Ottokar gegründet worden. Nach dem Awarenfeldzug errichteten die beiden in dem dazugewonnenen Gebiet ein Kloster – das spätere Stift St. Pölten –, um ihre Besitzansprüche zu festigen. In dieses Kloster brachten sie Reliquien des hl. Hippolyt, die sie zuvor von Abt Fulrad aus St. Denis erhalten hatten (der die Reliquien direkt in Rom bekommen hatte). Diese Reliquien wurden namensgebend für das Kloster – und auch für die Siedlung und spätere Stadt, die rundherum entstand: „Pölten“ leitet sich von „Hippolyt“ ab. Zum Zeitpunkt der Klostergründung hatte keine Besiedelung dieses Ortes mehr bestanden, der in der Römerzeit als Aelium Cetium eine durchaus bedeutende Stadt gewesen war, die schließlich in der Zeit der Völkerwanderung in der Mitte des 5. Jahrhunderts erloschen war.
Gehörte das Hippolytkloster in der ersten Zeit seines Bestehens zum Stift Tegernsee, ging dieses Besitzverhältnis später auf das Bistum Passau über. Entweder zu der Zeit, als der Passauer Bischof Hartwig (reg. 840–866) Kommendarabt von Tegernsee war oder aber mit dem Ende des Klosters Tegernsee in der ersten Hälfte des 10. Jahrhunderts; das Bistum Passau hatte bereits seit dem ersten Drittel des 9. Jahrhunderts Besitzungen in der Region um St. Pölten gehabt. Die erste urkundliche Erwähnung des Klosters im Jahr 976 nennt es als zu Passau gehörig. Nach der Neugründung des Stifts Tegernsee forderte dieses die „abbatia ad sanctum Yppolitum“ im 11. Jahrhundert wieder zurück – allerdings vergeblich.

### Vom Benediktinerkloster zum Augustiner-Chorherrenstift
Als Tochtergründung von Tegernsee war das Hippolytkloster wie dieses zunächst ein Benediktinerkloster. In der ersten Hälfte des 11. Jahrhunderts wurde das Stift St. Pölten allerdings ein Kollegiatstift für Kanoniker. Die Passauer Bischöfe Berengar (1013–1045) und Engilbert (1045–1065) werden im Nekrologium des Stiftes St. Pölten als Gründer bezeichnet, was sich auf die Reorganisation des Klosters in jenen Jahren bezieht. Diese Umwandlung ist im größeren Kontext der Klosterreformierungen jener Zeit zu sehen, die stark mit dem hl. Altmann (ab 1065 Bischof von Passau) sowie dem Ausbau der Seelsorge im Passauer Diözesangebiet in Verbindung stehen. Altmann war ein Anhänger der Gregorianischen Reform, die eine Erneuerung des Kanonikerwesens brachte: Mönchsgelübde sollten mit Kanonikerregeln verbunden werden, was letztlich zu den regulierten Chorherren führte. Altmann gründete in der Diözese Passau die Chorherrenstifte St. Nikola im Strudengau (1070) und Göttweig (1083). Die bereits bestehenden Klöster St. Florian (1071) und St. Pölten (zwischen 1071 und 1081) wurden von ihm reformiert.
Ende des 11. bzw. Anfang des 12. Jahrhunderts übernahmen die Regularkanoniker die Regel des hl. Augustinus für ihr Zusammenleben. So wurde das Hippolytkloster ein Augustiner-Chorherrenstift.
Im 12. Jahrhundert ist eine Stiftsschule in St. Pölten belegt, der wahrscheinlich auch ein Skriptorium angeschlossen war. Ein bedeutender Schüler dieser Zeit war Reginbert von Hagenau, der im Jahr 1130 Propst des Stiftes St. Pölten wurde und 1138 bis 1148 schließlich Bischof von Passau war.

### Frühe Neuzeit
Nach dem Mittelalter geriet das Stift St. Pölten in eine krisenreiche Zeit, die auf mehrere Umstände zurückzuführen ist: Hohe Abgaben an den Landesfürsten sowie viele Zerstörungen durch die Osmaneneinfälle 1529 und 1532, aber auch bei der Bauernbelagerung 1597 setzten dem Kloster wirtschaftlich zu; die Misswirtschaft einzelner Pröpste tat ihr Übriges. Auch große Stadtbrände fielen in diese Zeit: 1512 wurde die mittelalterliche Doppelturmfassade der Stiftskirche mit dem mittelalterlichen Trichterportal Opfer eines Brandes, wonach nur mehr ein Turm wiederhergestellt wurde, und 1621 die Klosteranlage selbst, wobei die Kirche diesmal unbeschädigt blieb. Das Leben im Stift war im 16. Jh. auch von Seuchen geprägt, an denen viele Chorherren starben; die Anzahl der Konventualen erreichte schließlich in den 1560er Jahren ihren Tiefpunkt.
Zudem stellte der sich stark verbreitende Protestantismus ein Problem für das Kloster dar: Es bekam immer weniger finanzielle Zuwendung durch bürgerliche Stiftungen und büßte Einfluss in der Stadt ein, die zum Großteil zum evangelischen Glauben übergetreten war. Dabei war ein großer Streitpunkt die Besetzung der Prediger der Liebfrauenkirche – der Pfarrkirche St. Pöltens – am heutigen Domplatz: Die Stadtvertretung forderte eine protestantische Prädikatur. Erst mit der von den Habsburgern durchgesetzten Gegenreformation wendete sich das Blatt für das Chorherrenstift. 1625 wurden dem damaligen Propst Matthias Jammerer bei Hausdurchsuchungen in St. Pölten konfiszierte protestantische Bücher übergeben.
Die folgenden Jahrzehnte entwickelten sich zu einer Blütezeit des Klosters, wofür besonders der 1636 bis 1661 regierende Propst Johannes Fünfleutner verantwortlich war. Er förderte das klösterliche und geistige Leben in der Stadt und baute das seit 1621 großteils zerstörte Stift neu auf. Nach Propst Fünfleutner blieb das Kloster zunächst weitestgehend unverändert, bis unter Propst Christoph Müller von Prankenheim (reg. 1688–1715) und seinem Nachfolger Johann Michael Führer (reg. 1715–1739) das Kloster im Sinne des barocken Zeitgeschmacks neu ausgestaltet wurde.

### Letzte Jahrzehnte und Auflösung

#### Absetzung Propst Führers und Administration
Im Herbst 1739 wurde Johann Michael Führer aufgrund von Misswirtschaft als Propst abgesetzt. Damit findet die letzte kulturelle Hochzeit des Stiftes ein Ende. Das mit rund 400.000 Gulden schwer verschuldete Stift, dessen Konvent zu diesem Zeitpunkt aus 30 Chorherren bestand, wurde daraufhin von Administratoren geleitet, die teilweise aus den eigenen Reihen und teilweise aus dem Stift Klosterneuburg kamen:
- 1739–1741 der ehemalige Stiftsdechant Hippolyt Wolff
- 1741–1747 der Klosterneuburger Chorherr Paul Bernhard
- 1747–1748 Hippolyt Wolff
- 1748–1755 Mathias Alteneder

1755 wurde mit Mathias Alteneder (reg. 1755–1779) nach 16 Jahren Administration wieder ein Propst gewählt; ihm gelang die finanzielle Stabilisierung des Stiftes. Sein Nachfolger Ildephons Schmidbauer (reg. 1779-1784) war der letzte Propst des Stiftes St. Pölten.

#### Auflösung des Stiftes
Zu den zahlreichen Reformen von Kaiser Joseph II. gehörte auch eine Neuordnung der Diözesanstrukturen im Habsburgerreich. 1785 gründete er die Diözesen St. Pölten und Linz, deren Gebiete zuvor jahrhundertelang zur Diözese Passau gehört hatten. Diese josephinische Diözesanregulierung fand ihre Anfänge bereits im Jahr 1783 mit dem Tod des Passauer Bischofs Firmian. Auf der Suche nach einem Bischofssitz für das Gebiet des westlichen Niederösterreichs waren mehrere Klöster (Göttweig, Melk, St. Pölten) im Gespräch, die Wahl fiel schließlich auf das Augustiner-Chorherrenstift St. Pölten. Am 21. November 1783 entschied Joseph II., das Bistum Wiener Neustadt samt Domkapitel nach St. Pölten zu übertragen – das Ende des Stiftes St. Pölten war damit besiegelt. Nach fast 1000-jährigem Bestehen wurde das Stift St. Pölten am 16. Juli 1784 aufgelöst. Zu diesem Zeitpunkt bestand der Konvent aus 32 Mitgliedern, von denen 15 auf den Stiftspfarren tätig waren. Diese ehemaligen Chorherren wurden damit zu Weltpriestern; die meisten von ihnen wirkten zunächst weiterhin in den Pfarren bzw. Bereichen, in denen sie auch vor der Klosteraufhebung tätig waren wie etwa Albin Apfelthaler in Retz, der bisherige Stiftsdechant Eusebius Uhlich als nunmehrigen St. Pöltner Dompfarrer oder Joseph Hippolyt Meyer, der Sakristeidirektor der Domkirche wurde und auch davor bereits Sakristan gewesen war. Der letzte Propst des Stiftes St. Pölten, Ildefons Schmidbauer, übersiedelte gemeinsam mit vier weiteren Chorherren nach Wiener Neustadt und wurde dort Propsteipfarrer. Im Jahr 1847 starb mit Andreas Malachias Spitzel der letzte ehemalige St. Pöltner Chorherr als Pfarrer in Bruck an der Leitha.
Zum Zeitpunkt der Aufhebung wurden genaue Aufzeichnungen aller Besitzungen des Stiftes gemacht. Das Hippolytkloster hatte zu diesem Zeitpunkt ein Gesamtvermögen von 518.032 Gulden mit jährlichen Einkünften von 40.531 Gulden.

## Nutzung des Gebäudes seit 1785 bis heute
Die Diözese St. Pölten wurde am 28. Jänner 1785 durch die päpstliche Bulle „Inter plurimas“ offiziell errichtet. Damit wurde das ehemalige Kloster der Verwaltungssitz der Diözese, die ehemalige Klosterkirche zum Dom. Die Räume wurden und werden als Wohnräume für Kleriker verwendet, in erster Linie dienen sie aber als Büroräume für die Diözesanverwaltung: Im ehemaligen Kloster- und nunmehrigen Bistumsgebäude sind zahlreiche Abteilungen der Diözese St. Pölten sowie auch die Dompfarre untergebracht.
Ein in den 1730er Jahren von Josef Munggenast als repräsentativer Gästetrakt errichteter Gebäudeteil zwischen Brunnenhof und heutiger Bezirkshauptmannschaft beherbergt seit 1785 die Wohn- und Arbeitsräume des amtierenden St. Pöltner Bischofs. Dazu gehört auch ein kleiner Kapellenraum, der wie der gesamte Trakt ursprünglich mit barocken Stuckaturen (Wandgliederung) ausgestattet war. Nach dem Zweiten Weltkrieg wurden die Stuckierungen – vermutlich in Folge von Kriegsschäden – entfernt. Das barocke Altarbild mit einer Darstellung der „Beweinung Christi“ von Jacopo de Palma (1624) wurde 1964 durch einen Retabelaltar ersetzt: Dieser frühbarocke Altar aus der Mitte des 17. Jahrhunderts stammt aus der Filialkirche Kanning (Pfarre Ernsthofen), aufgrund der dargestellten Wappen war er vermutlich eine Stiftung der Patronatsherrschaft Ennsegg.
Im Jahr 1888 wurde in den Räumen der ehemaligen Stiftsbibliothek das erste diözesane Museum Österreichs, das heutige Museum am Dom, gegründet. Es befindet sich im ersten Stock des einstigen Kreuzganges.
Im Jahr 1938 wurden in einem Teil der Kellerräume Luftschutzräume eingerichtet, die der Bevölkerung vor allem während der schweren Luftangriffe im Frühjahr 1945 Zuflucht boten. Neben einem öffentlichen Luftschutzkeller gab es einen Sanitätsluftschutzkeller sowie einen Luftschutzkeller, der den lokalen Parteiführern der NSDAP als Luftschutzbunker und Leitstelle diente. Der spätere Kardinal Franz König verbrachte die Jahre 1938 bis 1945 als Jugendseelsorger in St. Pölten und wohnte auch im Bistumsgebäude. Obwohl die Gebäudesubstanz in St. Pölten 1945 allgemein stark beschädigt wurde, blieben Dom und Bistumsgebäude von direkten Luftangriffen verschont; kleinere Treffer durch Granaten führten allerdings zu Beschädigungen an den Dächern und an der Gebäudehülle.
Das ehemalige Sommerrefektorium des Klosters dient als Veranstaltungssaal.

## Baugeschichte

### Mittelalter
Ab der Mitte des 20. Jahrhunderts fanden am Areal des einstigen Stiftes St. Pölten zahlreiche archäologische Grabungen statt. Dabei konnten Lage und Größe des mittelalterlichen Klosters nachgewiesen werden.
Von der Gründung aus der Zeit um 800 sowie von den ersten Jahrhunderten seines Bestehens haben sich keine Teile mehr erhalten. Mit der Errichtung des Kanonikerstiftes geht Mitte des 11. Jahrhunderts auch eine Erweiterung der bereits bestehenden Kirche einher, was durch ein Weihedatum im Jahr 1065 belegt ist. Zu diesem Zeitpunkt handelte es sich um eine dreischiffige, querschifflose, flachgedeckte Kirche mit dreiteiligem Apsidenchor. Rund 100 Jahre später wurde die Kirche nochmals erweitert, ein Weihedatum ist 1150 überliefert; aus dieser Bauphase stammt die heutige Chorapsis der Rosenkranzkapelle. Im Westen wurde eine Doppelturmfassade mit einem Trichterportal errichtet. Dieses Westwerk ist auf einer Darstellung des Klosters in einer Handschrift aus der Zeit um 1410 zu sehen.
Zu Beginn des 13. Jahrhunderts fanden ab 1209 umfangreiche Baumaßnahmen statt, bei der der heutige Hauptchor der Kirche errichtet wurde. Auch das Innere der Stiftskirche wurde im frühgotischen Stil verändert: das Langhaus wurde kreuzrippengewölbt und mit Spitzbogenfenstern versehen, Knospenkapitelle zierten die Pfeiler. Einen Eindruck dieser Bauphase vermittelt noch heute die Rosenkranzkapelle. Mit der Weihe durch den Passauer Bischof Gebhard im Jahr 1228 wurde die Baulichkeiten im ersten Dritten des 13. Jahrhunderts abgeschlossen. Bereits 1267 kam es allerdings zu einem Brand. Nach diesem Brand wurden die Wände des Mittelschiffes erhöht wiedererrichtet.
1512 zerstörte ein weiterer Brand im Westbereich der Kirche die beiden Türme und das Trichterportal. Daraufhin kam es in diesem Bereich wieder zu Baumaßnahmen, bei denen nur der südliche Turm ausgebaut wurde.
Die mittelalterliche Klosteranlage befand sich nördlich der Kirche. Der Kreuzgang war in seiner Größe kleiner als der heutige aus der Barockzeit stammende Kreuzgang. Direkt neben dem Nordschiff der Kirche befand sich die Heilig-Geist-Kapelle, daran anschließend Kapitelsaal und Calefactorium sowie Wirtschaftsräume. Das Refektorium konnte unmittelbar südlich vom heute bestehenden barocken Sommerrefektorium (im heutigen Kapitelgarten) nachgewiesen werden.

### Barocker Ausbau des Stiftes

#### Propst Fünfleutner (reg. 1636–1661)
Beim verheerenden Stadtbrand von 1621 wurde die Klosteranlage stark zerstört – nur die Kirche blieb weitestgehend verschont. Die Jahre des Wiederaufbaues und der Beginn der barocken Blüte des Stiftes St. Pölten sind mit Propst Johannes Fünfleutner verbunden: Fünfleutner trat 1631 in das Stift ein und wurde bereits 1636 zum Propst gewählt. Während seiner Regentschaft wurde das Kloster in der Mitte des 17. Jahrhunderts neu errichtet. Obwohl er überlegt hatte, das Kloster wegen der ständig bestehenden Feuersgefahr außerhalb der Stadt neu zu errichten, entschied er sich letztlich doch für den Wiederaufbau an der ursprünglichen Stelle. Das heutige Aussehen des Bistumsgebäudes geht im Wesentlichen auf diese Baumaßnahmen zurück. Das Hochaltarbild der ehemaligen Stiftskirche (heute Dom) wurde ebenfalls in der Zeit Johannes Fünfleutners angeschafft: Es wurde im Jahr 1658 von Tobias Pock gemalt und stellt Mariä Himmelfahrt, eines der Patrozinien der Kirche, dar. Auch abseits der regen Bautätigkeit engagierte sich Fünfleutner für das Wiedererstarken der katholischen Frömmigkeit im Stift und auch darüber hinaus; er gründete die St. Pöltner Rosenkranzbruderschaft sowie die bis heute bestehende Manker Wallfahrt.

#### Propst Müller von Prankenheim (reg. 1688–1715)
Propst Christoph Müller von Prankenheim hatte im Stift eine längere Laufbahn hinter sich. 1631 geboren, trat er 1669 ins Kloster ein, wo er zunächst das Amt des Stadtpfarrers und des Stiftsdechanten innehatte. Als er 1688 zum Propst gewählt wurde, galt es, die wenig davor bei den Osmaneneinfällen entstandenen Schäden zu tilgen. Er baute deshalb viele teilweise zerstörte Pfarr- und Wirtschaftshöfe auf, kaufte aber auch Güter an, um diese großzügig in der modernen barocken Formensprache auszubauen. Schloss Ochsenburg, das zwischenzeitlich aus finanzieller Not veräußert worden war, kaufte Müller von Prankenheim zurück, um es in einen repräsentativen Sommersitz umzugestalten. Auch der Stiftslesehof in Joching, der Schwaighof in St. Pölten und der Pöltingerhof in Pulkau erhielten unter dem Propst ihr heutiges Aussehen.
Eine besondere Baustelle war die Erhöhung des Stiftskirchturmes 1693, bei der der heutige Domturm seine charakteristische Zwiebelhaube erhielt. Man verwendete dafür die abgetragenen Steine der bei einem Brand beschädigten Leutpfarrkirche, die sich vor dem Stift befand. Anlass für die Erhöhung bot der 10. Jahrestag der Überwindung der Osmanenbelagerung. Eine Jahreszahl unter der Dachtraufe erinnert heute noch an dieses Jubiläum. Auch die Skulpturen der hll. Hippolyt und Augustinus, dem Stifts- und dem Ordenspatron, die sich an der Kirchenfassade in Nischen befinden, stammen aus dieser Zeit.
In den Klosterräumlichkeiten ließ Müller von Prankenheim manches umgestalten, wobei nicht alles den weiteren Umbau seines Nachfolgers überlebt hat. Erhalten sind vor allem Stuckdecken der Sakristei und im heutigen Museum am Dom und das besonders fein ausgestaltete Oratorium mit dem Silberaltar.

#### Propst Johann Michael Führer (reg. 1715–1739)
Einer der bedeutendsten Pröpste in der fast 1000-jährigen Geschichte des Stiftes ist Johann Michael Führer. 1681 In Melk geboren, trat er 1701 in das Stift St. Pölten ein und wurde 1715 zum Propst gewählt. Bereits zu diesem Zeitpunkt war das Stift verschuldet, sodass er zum Schuldenabbau verpflichtet wurde. Durch seine rege Bautätigkeit sowohl im Stiftsgebäude als auch in den Stiftspfarren gelang ihm das allerdings nicht, im Gegenteil: 1739 wurde Propst Führer wegen Misswirtschaft abgesetzt und musste das bankrotte Stift verlassen.
In wirtschaftlicher Hinsicht ambivalent zu betrachten, ist die kulturelle Blüte unter seiner Regentschaft unbestritten: Die Stiftskirche wurde im Stile des Hochbarock umgestaltet, die Gruft angelegt, die Stiftsbibliothek eingerichtet sowie ein repräsentativer Gästetrakt errichtet. Die heutige künstlerische Ausgestaltung des einstigen Klosters geht somit in erster Linie auf Propst Führer zurück. An der Barockisierung des Stiftes waren zahlreiche bedeutende Künstler tätig, wie Jakob Prandtauer, Joseph Munggenast, Jakob Christoph Schletterer und Paul Troger. In den 1740er Jahren, also bereits nach Führers Absetzung, schuf Daniel Gran vier Altarbilder und ein Deckenfresko in der Stiftsbibliothek. Sein Schüler Thomas Friedrich Gedon hatte in den späten 1730er Jahren die Decken- und Hochwandbilder in der Stiftskirche geschaffen.

## Die Pfarren des Augustiner-Chorherrenstiftes St. Pölten
Für das Stift St. Pölten sind erstmals im frühen 13. Jahrhundert Aktivitäten in der Pfarre St. Pölten belegt: Im Jahr 1213 übernahm das Chorherrenstift die Betreuung der Pfarre in St. Pölten. Bis ins 14. Jahrhundert wurden die Pfarren des Stiftes von Weltpriestern betreut, nur das Präsentationsrecht lag beim Stift. Erst danach ging man dazu über, Stiftspfarren mit Priestern aus dem Stift zu besetzen.
Von den ersten Kirchen, die dem Chorherrenstift St. Pölten zugeschrieben werden, wird in einem Eintrag im St. Pöltner Nekrologium, das ins 11. Jahrhundert datiert, berichtet. In den nächsten Jahrhunderten wurden immer wieder Kirchen aus diesen großen Pfarrsprengeln zu Pfarren erhoben oder aber auch verkauft bzw. getauscht. Die Kirchen in Ober-Grafendorf, Pottenbrunn, Weinburg und Haindorf (mit Markersdorf) schieden noch im 13. Jahrhundert aus dem Pfarrbezirk von St. Pölten und somit aus dem Besitz des Stiftes aus. 1361 tauschte das Chorherrenstift St. Pölten die Pfarrkirchen von Hafnerbach (zwischen 1248 und 1260 an St. Pölten gekommen) und Karlstetten (nach 1248 zur Pfarrkirche erhoben) mit Herzog Rudolf IV. gegen die Pfarre (Pfarrlehen) in Retz ein. 1365 erhielt das Chorherrenstift St. Pölten die Pfarre Hürm von der Diözese Passau. Hürm blieb aber bis 1398 ein Streitfall zwischen dem Kloster und dem Bistum Passau; die Pfarre wurde erst in diesem Jahr dem Stift inkorporiert.
Um 1750 zeichnete Aquilin Hacker, Chorherr in St. Pölten und Pfarrer von Ober-Grafendorf, Pfarren und Kirchen, die dem Stift inkorporiert waren. Es handelte sich dabei um die Pfarren Mank, Hürm, Wilfleinsdorf, Kapelln, Retz, St. Christophen, Brand, Bruck/Leitha, Göttlesbrunn, Kasten, Böheimkirchen und Ober-Grafendorf. Ebenfalls als Pfarre betitelte er Weißenkirchen an der Perschling, das aber erst 1783 Pfarre wurde. Als Filialkirchen nennt Aquilin Hacker Katzenberg, Höflein, St. Georgen am Steinfeld, Gerersdorf, Seebach, Arbesthal, St. Peter am Anger und Stössing.
Unter Kaiser Josef II. wurden zahlreiche Filialkirchen zu Pfarren erhoben. Dies sollte es den Gläubigen ermöglichen, die Sonntagsmesse in maximal einer Stunde Gehzeit erreichen zu können. Als das Chorherrenstift St. Pölten 1784 aufgelöst wurde, gab es insgesamt 18 Stiftspfarren: St. Pölten, St. Georgen, Gerersdorf, Ober-Grafendorf, Hürm, Mank, Böheimkirchen, Kasten, Stössing, Kapelln, Weißenkirchen an der Perschling, St. Christophen, Brand, Retz, Bruck an der Leitha, Wilfleinsdorf, Göttlesbrunn und Arbesthal.
Die einzelnen Pfarren des Chorherrenstiftes St. Pölten im Überblick (chronologisch):
1. St. Pölten (Anfang 11. Jh.–1784)
2. Böheimkirchen (11. Jh.–1784)
3. Kapelln (11. Jh.–1784)
4. St. Christophen (11. Jh.–1784)
5. Bruck an der Leitha (1159–1784)
6. Karlstetten (1248–1361)
7. Hafnerbach (vor 1260–1361)
8. Ober-Grafendorf (vor 1260[?], wieder ab 1626 bis 1784)
9. Kasten (1265–1784)
10. St. Peter am Anger (1347–ca. Anfang/Mitte 16. Jh.)
11. St. Georgen am Steinfeld (1353–ca. 1550, 1783–1784)
12. Retz (1361–1784)
13. Brand (evtl. 1364–1784)
14. Hürm (1365–1784)
15. St. Gotthard (1367–1530)
16. Mank (1398–1784)
17. Gerersdorf (1429–ca. 1550, 1781–1784)
18. Göttlesbrunn (vor 1630–1784)
19. Wilfleinsdorf (spät. ab 18. Jhdt.–1784)
20. Weißenkirchen an der Perschling (1783–1784)
21. Kleinhöflein (1783–1784)
22. Arbesthal (1783–1784)

## Liste der Pröpste des Stiftes St. Pölten
Im Folgenden eine Liste der bekannten Pröpste des Augustiner-Chorherrenstiftes St. Pölten. Die Namen der Klostervorsteher vor der Umwandlung vom Benediktinerkloster in ein Kanonikerstift sind nicht bekannt.
1. Eigilbert (um 1083)
2. Adalbert (Anfang 12. Jahrhundert)
3. Meginhart (um 1110/1120)
4. Reginbert von Hagenau (1130)
5. Heinrich I. (1130)
6. Perthold (1132, 1137)
7. Ainwik (1142, 1147)
8. Udalrich (1155, 1161)
9. Heinrich II. (1170, 1179)
10. Chuno (1180, 1188)
11. Heimo (1189–1191)
12. Sigehard von Erla (1191–1210)
13. Sigfried (um 1210–um 1219)
14. Markward (1219–1251)
15. Heinrich III. (1252–1268)
16. Eberhard (um 1268–um 1286)
17. Eckhard (um 1289–1314)
18. Philipp I. (1315)
19. Heinrich IV. von Wien (1315–1332)
20. Dietmar der Rorer (1332–1359)
21. Ulrich Feyertager (1360–1369)
22. Johannes I. Moravus (1370–1372)
23. Leuthold (1372–1380)
24. Friedrich Pockfuß (1380–1388)
25. Gerung Püschinger (1388–1407)
26. Stephan (1407/1408–1413)
27. Ulrich der Welmicker (1413–1426)
28. Christian Sebiser (1426–1439)
29. Caspar Feyertager (1439–1456)
30. Philipp II. (1456–1466)
31. Georg I. Heuser (1466–1474)
32. Thomas (1474–1478)
33. Johannes II. von Waidhofen (1478–1486)
34. Coloman (1486–1488)
35. Oswald Luegler (1488–1495)
36. Wolfgang I. Hackinger (1495–1507/1508)
37. Bartholomäus (1507/1508–1515)
38. Johannes III. Marqard (1515–1530)
39. Johannes IV. Perlasreuter (1530–1538)
40. Martin Renhofer (1538–1539)
41. Leopold Hagen (1539–1563)
42. Wolfgang II. Heusler (1563–1569)
43. Georg II. Hueber (1569–1575)
44. Melchior Schad (1576–1598)
45. Eucharius Warmuth (1598–1599)
46. Johannes V. Meringer (1600–1601)
47. Johannes VI. Metz (1601–1611)
48. Johannes VII. Roth (1612–1621)
49. Georg III. Sagerer (1622–1623)
50. Matthias Jammerer (1623–1626)
51. Wolfgang III. Schirmbeck (1626–1628)
52. Wolfgang IV. Panckhammer (1628–1636)
53. Johannes VIII. Fünfleutner (1636–1661)
54. Gabriel Kölsch (1661–1669)
55. Patrizius Zeller (1670–1683)
56. Hieronymus Griesmayr (1683–1688)
57. Christoph Müller von Prankenheim (1688–1715)
58. Johann Michael Führer (1715–1739)
59. Matthias Alteneder (1755–1779)
60. Ildephons Schmidbauer (1779–1784)